# Montenegró történelme
Montenegró történelme az illírek megjelenésével kezdődött, akik egy független fejedelemséget hoztak létre a 10. században. Az Oszmán Birodalom fennállása idején hosszabb-rövidebb ideig függetlenséget élveztek a helyi szlávok, majd a 17. század végétől egészen az első világháború végéig független országról beszélhetünk. 1918-ban a Szerb-Horvát-Szlovén királyság része lett. 2006-ban újra elnyerte a függetlenséget.

## Kezdetektől a 18. századig

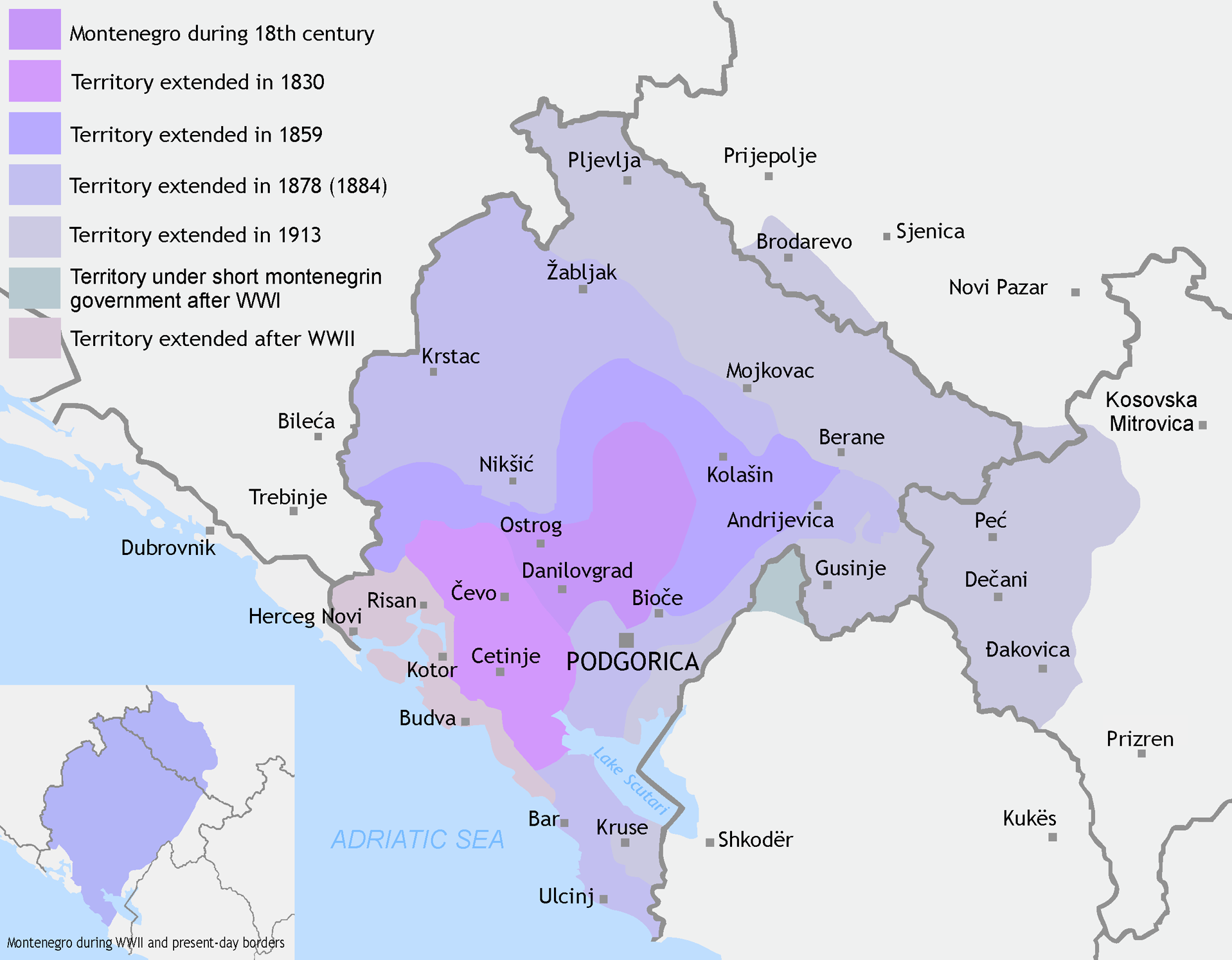
Montenegró területi változásai a 18. századtól kezdve

A szláv törzsek a helyi romanizált illír lakosság maradékaival keveredve az ország területén létrehoztak egy független fejedelemséget Duklja néven a 10. században, amit 1077-ben VII. Gergely pápa független államnak ismert el azzal, hogy uralkodójának koronát küldött. Duklját később a Bizánci Császárság elfoglalta, és a területen több megyét hozott létre; ezek a megyék együtt alkották a Zeta nevű provinciát.
A 12. század végétől a 15. század közepéig Montenegró mai területének nagy része a szerb állam (Raška) részét képezte, de a rigómezei csata (1389) után ezen fennhatósági kötelék megszűnt és a Balsicsek fenntartották függetlenségüket a törökök és a velenceiek ellen. 1421-ben meghalt az utolsó Balsics és Stefan Crnojević új dinasztiát alapított, mely Szkander béggel együtt dicsőségesen harcolt a törökök ellen. 1516-ban II. György lemondott és a kormányt Basilius metropolitának átadta. Montenegro ezáltal teokráciai állam lett.
Ezután újabb rövid független korszak következett, majd az Oszmán Birodalom elfoglalta a terület nagy részét. A Crna Gora-iak azonban ebben a korban is jelentős önállóságot vívtak ki maguknak harciasságukkal. Ekkoriban Montenegróhoz mindössze a Cetinje és a Crnojevića-folyó körüli kb. 200 km²-nyi terület tartozott.
1697-ben Danilo Petrović Njegoš viadikával (a montenegrói püspök) trónra jutott.

## Montenegró a 18–19-ik században

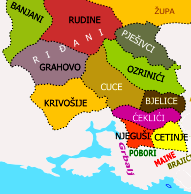
Klánok és törzsek elhelyezkedése Hercegovinában és Montenegróban a késő középkorban és az oszmán uralom idején.

Danilo 1702-ben a völgyekben lakó összes keresztényből lett muszlimot megölette és azután 33 éven át dicsőségesen megvédelmezte függetlenségét. Gyenge utódja, Száva alatt 1767-ben felbukkant egy Mali Stjepannak nevezett kalandor, aki magát a meggyilkolt III. Péter orosz cárnak adta ki, hitelre talált és a vladika mellett haláláig (1774) úgyszólván uralkodott. Tekintélyének volt köszönhető, hogy a montenegróiak az 1768-as borzasztó török támadást (120 000 török és 20 000 velencei) győzelmesen visszaverték. 1782-ben Péter vladika uralkodásával Montenegró számára új korszak kezdődött. Albániai Kara Mahmud pasa 30 000 főnyi seregének megsemmisítésével (1796) hosszabb időre véget vetett a török támadásoknak. 1798-ban pedig az első polgári törvénykönyvet bocsátották ki. 1805-ben a franciák ellen háborút kezdett, melyben az egész Kotori-öbölt elfoglalta és Raguzáig hatolt, de 1807-ben az oroszok kívánságára az elfoglalt területet visszaadta a franciáknak. 1813-ban ismét elfoglalta az öbölt, de azt Oroszország kívánságára Ausztriának átengedte. Utódja II. Péter (1830-1851) szintén folytonosan harcolt a törökök ellen (grahovói csata), de amellett a civilizáció okos terjesztésén is dolgozott és nagy költői hírnévre is tett szert (Petar Petrović Njegoš).
1852-ben Danilo jutott a trónra, 1853-ban győzelmesen harcolt a törökök ellen, 1855-ben aztán megházasodott és azzal végképp megszüntette a teokráciát. Nem is használta többé a püspök (vladika) címét, hanem «a szabad Crnagora és Brda fejedelme és urának» írta magát. 1855-ben új törvénykönyvet adott ki. 1858-ban Grahovo városát elfoglalta és az azt uraló klánt behódoltatta (grahovaci csata), de már 1860. augusztus 13-án meggyilkolták. Utódja unokaöccse, I. Miklós lett, aki már 1861-ben és 1862-ben háborút viselt a törökök ellen, mely reá nézve szerencsésen végződött. 1876. július 1-jén másodszor háborút üzent a portának, Vucsidolnál fényes győzelmet vívott ki, mire november 2-án 1877. április 13-ig tartó fegyverszünetet kötött. Az erre következő hadjáratban a montenegróiak ismét egy győzelmet a másik után vívtak ki, elfoglalták Antivarit, Dulcignót és előrenyomultak egészen Skutariig. Az 1878. január 31-ei békekötés véget vetett a háborúnak, melyben a montenegrói fejedelem 12 nagy csatában, 10 nagyobb és 50 kisebb ütközetben győzelmet aratott. Montenegrót 1878-ban a Berlini Kongresszuson ismerték el független államnak, és a nagyhatalmak támogatásával jelentősen megnövelte területét. A san stefanói szerződés által Montenegró 10 000 km2 területet 200 000 lakossal nyert, melyet azonban az albánok ellenszegülése folytán csak 1880-ban tudott végképp elfoglalni.
1890-ben nagy éhínség dühöngött Montenegróban, melyet különösen Oroszország iparkodott csillapítani, mely Miklós fejedelem palotáját is ebben az évben nagyobbította. Hálából ez utóbbi elrendelte, hogy ezentúl az orosz nyelvet minden montenegrói iskolában tanítsák. 1894-ben kiújult az albán határviszály. Az Oroszországgal való barátságos viszony II. Miklós cár alatt is fennmaradt, aki 1895 augusztusában 30 000 puskát, több ágyút és egy hadihajót ajándékozott Montenegrónak. 1895. május 16-án a kormány az Osztrák–Magyar Monarchiával postaszerződést kötött.

## A huszadik században
1910-ben Miklós fejedelem kikiáltotta a királyságot és ő lett az ország első királya. 1916-ban a király elvesztette hatalmát, amikor az Osztrák–Magyar Monarchia elfoglalta az ország területét.
A központi hatalmak veresége után 1918. november 13-án az osztrák és magyar haderők helyére szerb csapatok vonultak be. A montenegrói szerb nép Nagy Nemzetgyűlése nyomásukra kimondta a Petrović dinasztia trónfosztását, és az ország csatlakozását Szerbiához. 1918. december 1-jén kiáltották ki a Szerb–Horvát–Szlovén Királyság megalakulását, melynek Montenegró is része lett. 1929-ben a Szerb-Horvát-Szlovén Királyság Jugoszlávia néven szerveződött újjá, s ebben az államalakulatban megszűnt Crna Gora belső önállósága: területén az úgynevezett Zeta bánságot hozták létre.
A második világháború során 1941 áprilisában Montenegró olasz megszállás alá került, s a fasisztáktól függő protektorátust hozták létre, ahol a lakosságot hivatalosan montenegróivá nyilvánították. A háború végeztével a Josip Broz Tito vezette partizánmozgalom irányítása alatt egyesítették a jugoszláv területeket.

## Jugoszlávia szétesése
Montenegró 1991-ig a Jugoszláv Szocialista Szövetségi Köztársaság hat tagállamának egyike volt. Jugoszlávia szétesése után 1992-ben létrejött a Jugoszláv Szövetségi Köztársaság, melynek két tagállama Montenegró és Szerbia voltak, ezt szokás Kis-Jugoszláviának is nevezni. Ennek keretében Montenegró fegyveres hadereje részt vett a délszláv háborúban is, többek között a Horvátország és Bosznia-Hercegovina elleni hadműveletekben, így Dubrovnik megostromlásában is. A háború elvesztése és a kül- és belpolitikai kudarcok Kis-Jugoszlávia működését is lehetetlenné tették. 2003-ban ez az állam átalakult Szerbia és Montenegró Államközösségévé, amely a két állam laza szövetségén alapult.

## Az önálló Montenegró
2006. május 21-én, az EU-val három évvel korábban aláírt átmeneti egyezmény menetrendjének megfelelően népszavazást rendeztek arról, hogy Montenegró továbbra is része legyen-e Szerbia és Montenegró államszövetségnek, vagy függetlenedjen tőle. Az Európai Unió 55%-os küszöbhöz kötötte a montenegrói függetlenség lehetőségét. A referendum eredménye szerint a montenegrói lakosok 55,5%-a szavazott a Szerbiától való függetlenségre. A különválás hivatalosan 2006. június 3-án lépett életbe, az Európai Unió Külügyminiszteri Tanácsa pedig 2006. június 12-én ismerte el. Montenegró 2006. június 28-án az ENSZ 192. tagállamává vált.
Milo Đukanović montenegrói kormányfő hívei az előzetes eredmények hallatára azonnal az utcákra vonultak, és a nemzeti zászlót lobogtatva ünnepeltek. A kormányfő célul tűzte ki az ország EU-csatlakozását Bulgáriát, Romániát és Horvátországot követve, viszont Szerbiát, Macedóniát és Albániát megelőzve. Az ellenzéki blokk politikusai már előre bejelentették, hogy a végeredmény megállapítása után kérni fogják a szavazatok újraszámlálását. Szerbia ekkor nem tett semmit Montenegró függetlenségének megakadályozására, tudomásul vette az államszövetség megszűnését.
2017. június 5-étől a NATO huszonkilencedik tagállama. 2010-től az Európai Unió tagjelöltje.